# Bainbridge (comtat de Ross)
Bainbridge és una població dels Estats Units d'Amèrica a l'estat d'Ohio. Segons el cens dels Estats Units del 2000 tenia 1.012 habitants.

## Demografia
Segons el cens del 2000, Bainbridge tenia 1.012 habitants, 397 habitatges, i 277 famílies. La densitat de població era de 766,1 habitants per km².
Dels 397 habitatges en un 35% hi vivien nens de menys de 18 anys, en un 48,6% hi vivien parelles casades, en un 17,4% dones solteres, i en un 30% no eren unitats familiars. En el 25,7% dels habitatges hi vivien persones soles el 13,6% de les quals corresponia a persones de 65 anys o més que vivien soles. El nombre mitjà de persones vivint en cada habitatge era de 2,49 i el nombre mitjà de persones que vivien en cada família era de 2,95.
Per edats la població es repartia de la següent manera: un 26,8% tenia menys de 18 anys, un 8,6% entre 18 i 24, un 28,7% entre 25 i 44, un 19,2% de 45 a 60 i un 16,8% 65 anys o més.
L'edat mediana era de 36 anys. Per cada 100 dones de 18 o més anys hi havia 77,7 homes.
La renda mediana per habitatge era de 26.417 $ i la renda mediana per família de 31.645 $. Els homes tenien una renda mediana de 32.000 $ mentre que les dones 20.625 $. La renda per capita de la població era de 14.905 $. Aproximadament el 17% de les famílies i el 19,9% de la població estaven per davall del llindar de pobresa.